# تسلسل زمني لتاريخ دمشق
فيما يلي الجدول الزمني لتاريخ مدينة دمشق العريقة.

## ما قبل القرن الثاني عشر
- القرن الرابع - معبد جوبتير بناه الرومان.
- 634 - فتح دمشق.
- 715 - بناء الجامع الأموي الكبير.
- 789 - بناء قبة الخزنة.
- 1078 - بناء قلعة دمشق.

## القرن الثاني عشر
- 1142 - تأسيس مدرسة المجاهدية.
- 1154 - بناء البيمارستان النوري.
- 1196 - بناء ضريح صلاح الدين الأيوبي.

## القرن الثالث عشر
- 1215 - تأسيس المكتبة العادلية.
- 1216 - إعادة بناء قلعة دمشق.
- 1224 - بناء المدرسة الركنية.
- 1234 - بناء جامع الأقصاب.
- 1254 - تأسيس المدرسة القليجية.
- 1277 - تأسيس المكتبة الظاهرية.

## القرنين الخامس عشر والسادس عشر
- 1400 - الفاتح المغولي تيمورلنك يحاصر دمشق.
- 1515 - بناء المدرسة السباعية.
- 1516 - احتلت الدولة العثمانية بزعامة سليم الأول دمشق، وأخذتها من المماليك.
- 1558 - تأسيس التكية السليمانية.
- 1566 - تأسيس المدرسة السالمية (دمشق).

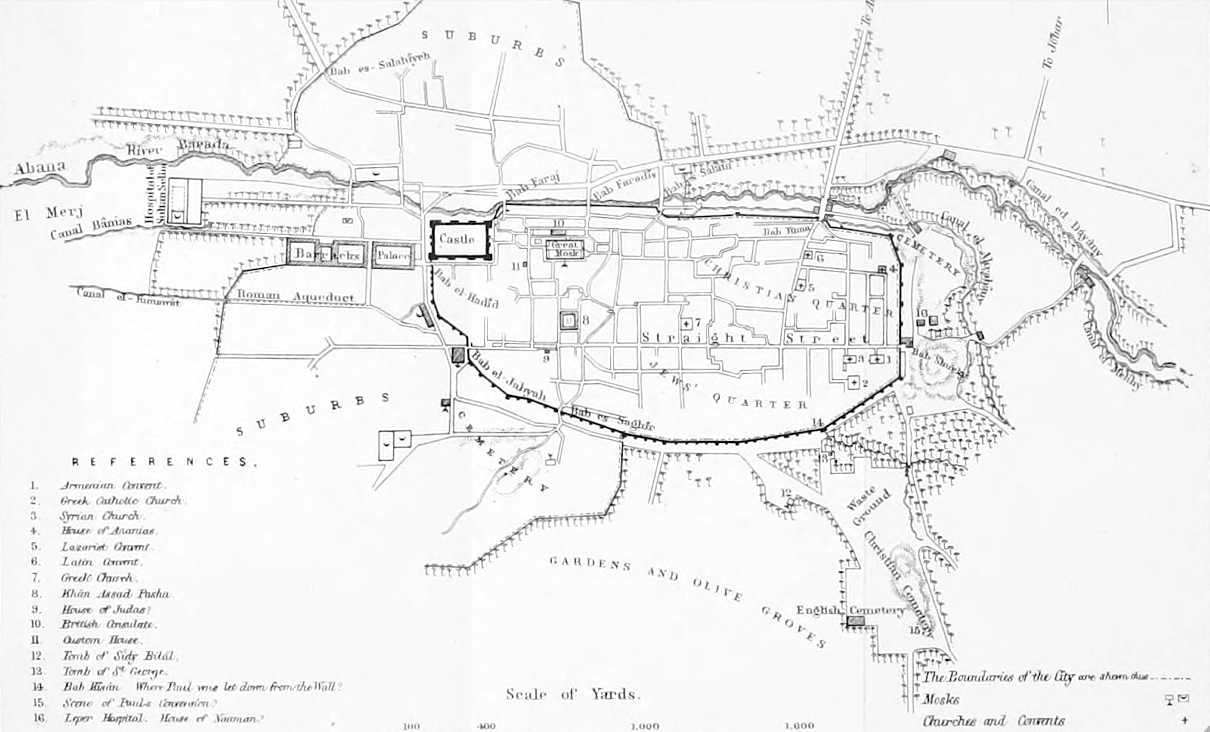
خارطة دمشق عام 1855

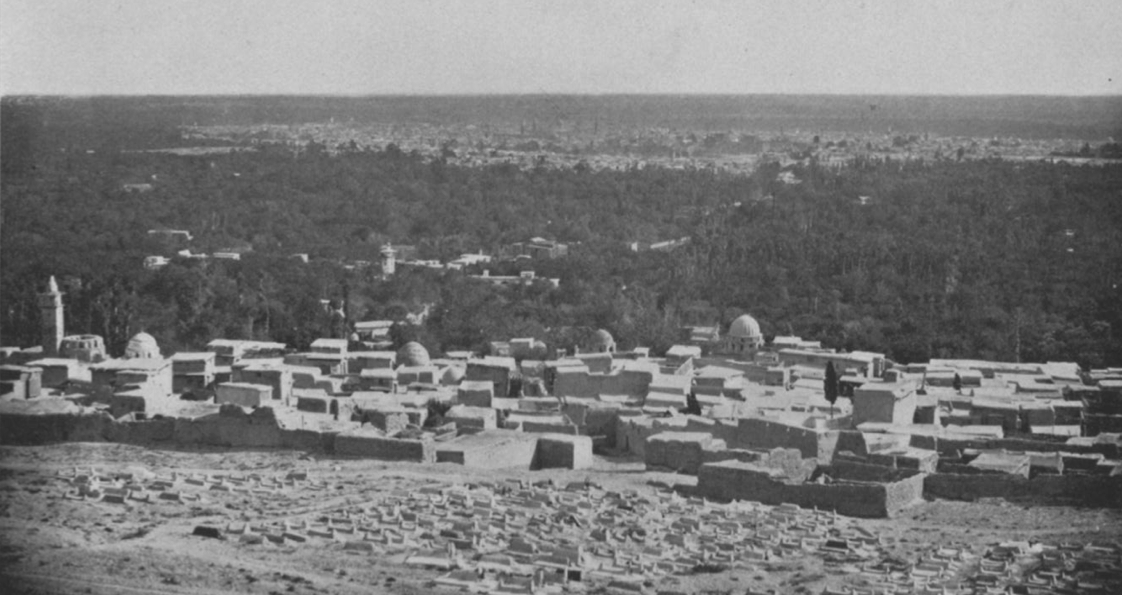
منظر من دمشق عام 1898

- 1574 - بناء خان الحرير.

## القرنين الثامن عشر والتاسع عشر

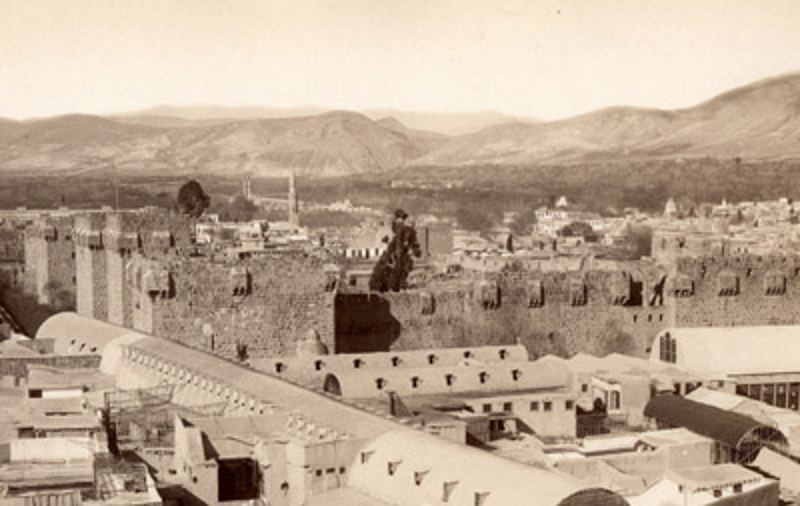
مشهد عام لمدينة دمشق حوالي عام 1877.

- 1736 - بناء خان سليمان باشا.
- 1750 - بناء قصر العظم.
- 1752 - بناء خان أسعد باشا.
- 1885 - تأسيس بوظة بكداش.

## القرن العشرين
- 1918 (تشرين الأول) - القوات العربية بقيادة فيصل الأول، وبدعم من القوات البريطانية، تحرر دمشق منهية بذلك 400 عاماً من الحكم العثماني [2]
- 1920 (تموز) - «القوات الفرنسية تحتل دمشق، والملك فيصل يغادر إلى الخارج.»[2]
- 1923 - تأسيس جامعة دمشق.
- 1925-6 - «القوات الفرنسية تقصف دمشق.»[2]
- 1928 - تأسيس نادي الوحدة (سوريا).
- 1939 - افتتاح كنيسة القديس بولس.
- 1947 - تأسيس نادي الجيش السوري.
- 1960 - بدأ البث في التلفزيون السوري.
- 1961 (أيلول) - طالب عدد من ضباط الجيش السوري المستاؤن من الهيمنة المصرية على الجمهورية العربية المتحدة بتولي زمام الحكم في دمشق وحل الاتحاد.[3]
- 1977 - إنشاء المعهد العالي للفنون المسرحية (دمشق).
- 1981 - انفجار قنبلة بالقرب من مقر القوات الجوية السورية.[4]
- 1983 - تأسيس المعهد العالي للعلوم التطبيقية والتكنولوجيا.
- 1984 - تأسيس مكتبة الأسد الوطنية.

## القرن 21
- 2000 - ربيع دمشق
- 2004 - تدشين دار الأوبرا.
- 2006
  - شباط، الهجوم على سفارتي الدنمارك والنرويج في دمشق خلال مظاهرات ضد الرسوم المسيئة التي تصور الرسول محمد عليه السلام والتي نشرت في صحيفة دنماركية.[2]
  - أيلول، الهجوم على السفارة الأمريكية في دمشق. أربعة مسلحين يطلقون النار ويرمون القنابل اليدوية، لكنهم يفشلون في تفجير سيارة ملغومة. تسبب الهجوم بمقتل ثلاثة منهم، والقبض على الرابع." [2]
- 2009 - تأسيس سوق دمشق للأوراق المالية.
- 2011 - الأزمة السورية
- 2012
  - تفجيرات الميدان كانون الثاني 2012
  - تفجيرات دمشق آذار 2012
  - تفجيرات دمشق نيسان 2012
  - تفجيرات دمشق 10 أيار 2012
  - معركة الغوطة
  - بركان دمشق وزلزال سوريا